# Glavani (Kostrena)
Pour les articles homonymes, voir Glavani.
Glavani est une localité de Croatie située dans la municipalité de Kostrena, comitat de Primorje-Gorski Kotar. En 2001, la localité comptait 490 habitants.

## Démographie
| 1948 | 1953 | 1961 | 1971 | 1981 | 1991 | 2001 |
| ---- | ---- | ---- | ---- | ---- | ---- | ---- |
| 257  | 239  | 278  | 386  | 0    | 0    | 490  |